# Гетшвалд
Гетшвалд (пол. Gietrzwałd, нім. Dietrichswalde) — село в Польщі, у гміні Гетшвалд Ольштинського повіту Вармінсько-Мазурського воєводства.
Населення — 565 осіб (2011).

## Демографія
Демографічна структура станом на 31 березня 2011 року:
|          | Загалом | Допрацездатний вік | Працездатний вік | Постпрацездатний вік |
| -------- | ------- | ------------------ | ---------------- | -------------------- |
| Чоловіки | 294     | 56                 | 207              | 31                   |
| Жінки    | 271     | 48                 | 168              | 55                   |
| Разом    | 565     | 104                | 375              | 86                   |